# Harald Vrethammar
Karl Harald Vrethammar, född 15 oktober 1912 i Öja församling, Kronobergs län, död 7 april 2006, var en svensk lärare och ämbetsman; far till Sylvia Vrethammar.
Vrethammar var son till kantor Karl Nilsson och Astrid Ausenius. Operasångerskan Kristina Nilsson var hans farfars faster. Efter studentexamen i Växjö 1932 avlade han folkskollärarexamen 1933. Han var från 1934 verksam som lärare vid folk-, fortsättnings- och ungdomsvårdsskolor, med undantag för 1935–36, då han var amanuens vid geologisk-mineralogiska institutionen vid Lunds universitet. Han blev filosofie kandidat vid Lunds universitet 1942, var rektor för Gräskärrs skolhem i Uddevalla 1945–46 och studerade därefter vid Statens psykologisk-pedagogiska institut. Han blev pedagogassistent vid Stockholms läns landstings central för psykiatrisk barna- och ungdomsvård i Solna stad 1948 och lämnade läraryrket 1957, då han blev förste konsulent vid Överstyrelsen för yrkesutbildning. Han blev t.f. byråchef där 1958 och undervisningsråd 1964. 
Vrethammar var sekreterare i 1957 års epileptikerutredning, expert i gymnasieutredningen 1960, styrelseledamot i Försvarets skolnämnd, sekreterare i styrelsen för Föreningen Kursverksamheten vid Stockholms högskola 1952–60. Han författade uppsatser av pedagogiskt och psykologiskt innehåll i fackpress och pedagogiska samlingsverk.

### Fotnoter
1. ↑  ”Bio - Sylvia Vrethammar”. http://sylvia-vrethammar.com/sv/bio/. Läst 1 december 2017.